# Heteromycteris japonicus
Heteromycteris japonicus är en fiskart som först beskrevs av Temminck och Schlegel, 1846.  Heteromycteris japonicus ingår i släktet Heteromycteris och familjen tungefiskar. Inga underarter finns listade i Catalogue of Life.